# Bình Lục (huyện)
Bình Lục (平陸) là một huyện nằm ở phía đông nam tỉnh Hà Nam, Việt Nam.

## Địa lý
Huyện Bình Lục nằm ở phía đông nam của tỉnh Hà Nam, thuộc vùng Đồng bằng sông Hồng, nằm cách thành phố Phủ Lý khoảng 10 km, cách trung tâm thủ đô Hà Nội khoảng 67 km, có vị trí địa lý: 
- Phía đông và phía bắc giáp huyện Lý Nhân
- Phía tây giáp thành phố Phủ Lý, thị xã Duy Tiên và huyện Thanh Liêm
- Phía nam giáp thành phố Nam Định, huyện Vụ Bản và huyện Ý Yên thuộc tỉnh Nam Định.

Diện tích tự nhiên của huyện Bình Lục là 154,9 km².
Trong địa bàn huyện có các con sông nhỏ như: sông Sắt, sông Liêm Phong (trên ranh giới với huyện Thanh Liêm),... đều là các sông nhánh của Sông Châu Giang và sông Đáy, thuộc hệ thống sông Hồng. Một đoạn ranh giới phía đông nam huyện là sông Sắt (đoạn từ xã Trung Lương trở về phía Đông còn được gọi tên khác là sông Bình Lục, sông Ninh Giang, sông Cái, sông Cầu Họ...).

## Hành chính
Huyện Bình Lục có 15 đơn vị hành chính cấp xã trực thuộc, bao thị trấn Bình Mỹ (huyện lỵ) và 14 xã: An Đổ, An Lão, An Ninh, Bình An, Bình Nghĩa, Bồ Đề, Đồn Xá, Đồng Du, La Sơn, Ngọc Lũ, Tiêu Động, Tràng An, Trung Lương, Vũ Bản.

## Lịch sử
Huyện Bình Lục thời phong kiến thuộc phủ Lý Nhân trấn Sơn Nam. Trong huyện có xã Ngọc Lũ là một di chỉ khảo cổ nổi tiếng, nơi lưu giữ trống đồng Ngọc Lũ trước khi được giới khảo cổ phát hiện ra giá trị quý giá của nó năm 1901. Đây là di vật khảo cổ có giá trị và nguyên vẹn của nền văn hóa Đông Sơn. Ngoài chiếc trống đồng trên tại xã này, về sau còn phát hiện thêm 2 chiếc trống đồng nữa. Các trống đồng cùng loại được phát hiện tiếp theo tại các thôn Đại Vũ (trống Vũ Bị năm 1969), xã An Lão (trống An Lão năm 1985). Tổng cộng trống đồng có ở Bình Lục hoặc đã phát hiện tại Bình Lục là 6 chiếc.
Sau năm 1945, bỏ cấp phủ, gọi chung là huyện, huyện Bình Lục có 22 xã: An Đổ, An Mỹ, An Ninh, An Nội, Bình Nghĩa, Bình Thành, Bồ Đề, Bối Cầu, Đinh Xá, Đồn Xá, Đồng Du, Hòa Bình, Hưng Công, La Sơn, Mỹ Thọ, Ngọc Lũ, Quế Sơn, Tiêu Động, Tràng An, Trịnh Xá, Trung Lương, Vũ Bản.
Ngày 21 tháng 4 năm 1965, tỉnh Hà Nam sáp nhập với tỉnh Nam Định thành tỉnh Nam Hà, huyện Bình Lục thuộc tỉnh Nam Hà.
Ngày 29 tháng 1 năm 1966, sáp nhập xã Bình Thành vào xã Tiêu Động, sáp nhập thôn Vĩnh Tứ thuộc xã Hòa Bình vào xã Quế Sơn, sáp nhập xóm Quang Trung thuộc xã Đồng Du vào xã Hưng Công và sáp nhập thôn Ngọc Lâm thuộc xã Hưng Công vào xã Bối Cầu.
Ngày 27 tháng 12 năm 1975, tỉnh Nam Hà lại sáp nhập với tỉnh Ninh Bình thành tỉnh Hà Nam Ninh, huyện Bình Lục thuộc tỉnh Hà Nam Ninh.
Ngày 18 tháng 12 năm 1976, hợp nhất hai xã Hòa Bình và Quế Sơn thành một xã lấy tên là xã An Lão.
Ngày 27 tháng 4 năm 1977, sáp nhập 9 xã: Mỹ Thịnh, Mỹ Thuận, Mỹ Tiến, Mỹ Thành, Mỹ Hà, Mỹ Thắng, Mỹ Phúc, Mỹ Hưng, Mỹ Trung thuộc thành phố Nam Định vào huyện Bình Lục (các xã này vốn trước đó thuộc huyện Mỹ Lộc).
Ngày 12 tháng 1 năm 1984, sáp nhập hai xã Mỹ Phúc và Mỹ Trung vào thành phố Nam Định.
Ngày 13 tháng 2 năm 1987, thành lập thị trấn Bình Mỹ, thị trấn huyện lỵ huyện Bình Lục trên cơ sở 1,44 ha diện tích tự nhiên và 51 người của xã An Đổ; 164,48 ha diện tích tự nhiên và 947 người của xã An Mỹ; 90 ha diện tích tự nhiên và 573 người của xã Mỹ Thọ và 3,91 hécta đất của xã Trung Lương.
Ngày 12 tháng 8 năm 1991, huyện Bình Lục thuộc tỉnh Nam Hà vừa tái lập.
Đầu năm 1996, huyện Bình Lục có 28 đơn vị hành chính trực thuộc, gồm thị trấn Bình Mỹ và 27 xã: An Đổ, An Lão, An Mỹ, An Ninh, An Nội, Bình Nghĩa, Bồ Đề, Bối Cầu, Đinh Xá, Đồn Xá, Đồng Du, Hưng Công, La Sơn, Mỹ Hà, Mỹ Hưng, Mỹ Thắng, Mỹ Thành, Mỹ Thịnh, Mỹ Thọ, Mỹ Thuận, Mỹ Tiến, Ngọc Lũ, Tiêu Động, Tràng An, Trịnh Xá, Trung Lương, Vũ Bản.
Ngày 6 tháng 11 năm 1996, Quốc hội ban hành nghị quyết chia lại tỉnh Nam Hà thành hai tỉnh Nam Định và Hà Nam. Theo đó, phần lớn huyện Bình Lục thuộc tỉnh Hà Nam vừa tái lập; riêng 7 xã: Mỹ Thuận, Mỹ Tiến, Mỹ Hà, Mỹ Thịnh, Mỹ Thành, Mỹ Thắng, Mỹ Hưng thuộc địa giới hành chính tỉnh Nam Định và được sáp nhập trở lại thành phố Nam Định. Huyện Bình Lục có 21 đơn vị hành chính trực thuộc, gồm thị trấn Bình Mỹ và 20 xã: An Đổ, An Lão, An Mỹ, An Ninh, An Nội, Bình Nghĩa, Bồ Đề, Bối Cầu, Đinh Xá, Đồn Xá, Đồng Du, Hưng Công, La Sơn, Mỹ Thọ, Ngọc Lũ, Tiêu Động, Tràng An, Trịnh Xá, Trung Lương, Vũ Bản.
Ngày 23 tháng 7 năm 2013, sáp nhập hai xã Đinh Xá và Trịnh Xá vào thành phố Phủ Lý.
Huyện Bình Lục còn lại thị trấn Bình Mỹ và 18 xã: An Đổ, An Lão, An Mỹ, An Ninh, An Nội, Bình Nghĩa, Bồ Đề, Bối Cầu, Đồn Xá, Đồng Du, Hưng Công, La Sơn, Mỹ Thọ, Ngọc Lũ, Tiêu Động, Tràng An, Trung Lương, Vũ Bản.
Ngày 1 tháng 1 năm 2020, sáp nhập hai xã Mỹ Thọ và An Mỹ vào thị trấn Bình Mỹ.
Ngày 14 tháng 11 năm 2024, Ủy ban Thường vụ Quốc hội ban hành Nghị quyết số 1288/NQ-UBTVQH15 về việc sắp xếp đơn vị hành chính cấp huyện, cấp xã của tỉnh Hà Nam giai đoạn 2023 – 2025 (nghị quyết có hiệu lực từ ngày 1 tháng 1 năm 2025). Theo đó, thành lập xã Bình An trên cơ sở 3 xã: An Nội, Bối Cầu, Hưng Công.
Huyện Bình Lục có 1 thị trấn và 14 xã như hiện nay.

## Giao thông
- Đường bộ có quốc lộ 21A, quốc lộ 21B chạy từ Thanh Liêm sang Nam Định theo hướng Tây Bắc - Đông Nam, cắt ngang qua huyện. Ngoài ra còn có hai dự án đường vành đai 5 vùng thủ đô Hà Nội và đường cao tốc Phủ Lý – Nam Định đi qua đang được triển khai đầu tư xây dựng.
- Quốc lộ 38B nối từ Ninh Bình qua Hà Nam tới Hải Dương
- Đường sắt Thống Nhất Bắc - Nam chạy men theo quốc lộ 21.
- Đường thủy: có sông Châu Giang.

## Danh nhân
- Nguyễn Khuyến
- Nguyễn Văn Kha
- Trần Tử Bình
- Trần Quốc Hương.

## Làng nghề
Đối với tất cả các huyện phía Nam đồng bằng sông Hồng nói chung, khi các khu hay cụm công nghiệp chưa phát triển thì những làng nghề, ngành nghề phụ của địa phương là động lực chính tạo thêm việc làm, thu nhập cũng như cơ sở để đánh giá sự phát triển kinh tế giữa các địa phương. Bình Lục có rất ít làng nghề (đang còn hoạt động sản xuất). Nhiều làng nghề nhóm đan lát, thêu ren gần như đã mai một; nhóm nghề chế biến lương thực, thực phẩm hoạt động ổn định; nhóm còn lại có giảm về số lao động nhưng vẫn được duy trì, huyện thuộc nhóm những huyện nghèo nhất ởg đồng bằng sông Hồng. Các làng nghề và làng có nghề:
- Làng nghề dũa cưa Đại Phu (An Đổ)
- Nghề chế biến gỗ Bói Kênh (An Lão)
- Làng nghề nấu rượu Vọc (Vũ Bản)
- Nghề đan võng An Bài (Đồng Du)
- Nghề đan tre Gòi Thượng (Bình An)
- Làng nghề sừng mỹ nghệ Đô Hai (An Lão)
- Nghề đông y thôn An Thái (An Mỹ)
- Nghề thêu ren Bạch Xá (Đồng Du)
- Nghề chế biến gỗ Thượng Đồng (Trung Lương)
- Nghề làm nón Phù Tải (An Đổ)
- Nghề chế biến gỗ xóm Cầu Gỗ (Đồng Du)
- Làng nghề bún bánh Cát Lại (Bình Nghĩa).